# كين ميلور
كين ميلور (بالإنجليزية: Ken Mellor)‏ هو كاتب أسترالي، ولد في 15 سبتمبر 1942.